# Cursa
Cursa (aus arabisch كرسي الجوزاء, DMG kursī al-ǧauzāʾ ‚Sessel [des Orion]‘) ist ein Eigenname des Sterns β Eridani (Beta Eridani). Cursa hat eine scheinbare Helligkeit von 2,8 mag und markiert das nordöstliche Ende des Sternbilds Eridanus.
Der Spektraltyp von Cursa ist A3 IIIvar. Cursa ist 90 Lichtjahre von der Erde entfernt. Andere Namen: Dhalim, El Dhalim.
Die IAU Working Group on Star Names (WGSN) hat am 20. Juli 2016 den Eigennamen Cursa als standardisierten Eigennamen für diesen Stern festgelegt.